# حمي (ملحان)

تعديل مصدري - تعديل

حمي هي إحدى قرى عزلة القبلة بمديرية ملحان التابعة لمحافظة المحويت، بلغ تعداد سكانها 167 نسمة حسب تعداد اليمن لعام 2004.